# Julian Algo

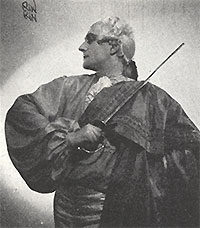
Julian Algo

Julian Algo (ursprungligen Schmidt), född 9 december 1899 i Ulm (Tyskland), död 1955, var en svensk balettmästare av tysk börd. 

## Biografi
Algo som varit anställd på operan i Duisburg engagerades 1931 som ordinarie balettmästare för Kungliga Baletten på Kungliga Operan i Stockholm. Han innehade den befattningen till 1951, men fick i början av 1940-talet lämna plats åt Georg Gé som ledande koreograf.
Han satte bland annat upp verken Petrusjka, Förtrollade butiken, Blå tåget och Orfeus i sta'n. År 1945 vann han första pris vid en internationell danstävlan i Stockholm med baletten Visioner.
Han gifte sig 1927 med dansaren Maria Sylvan. 

## Rollfoton

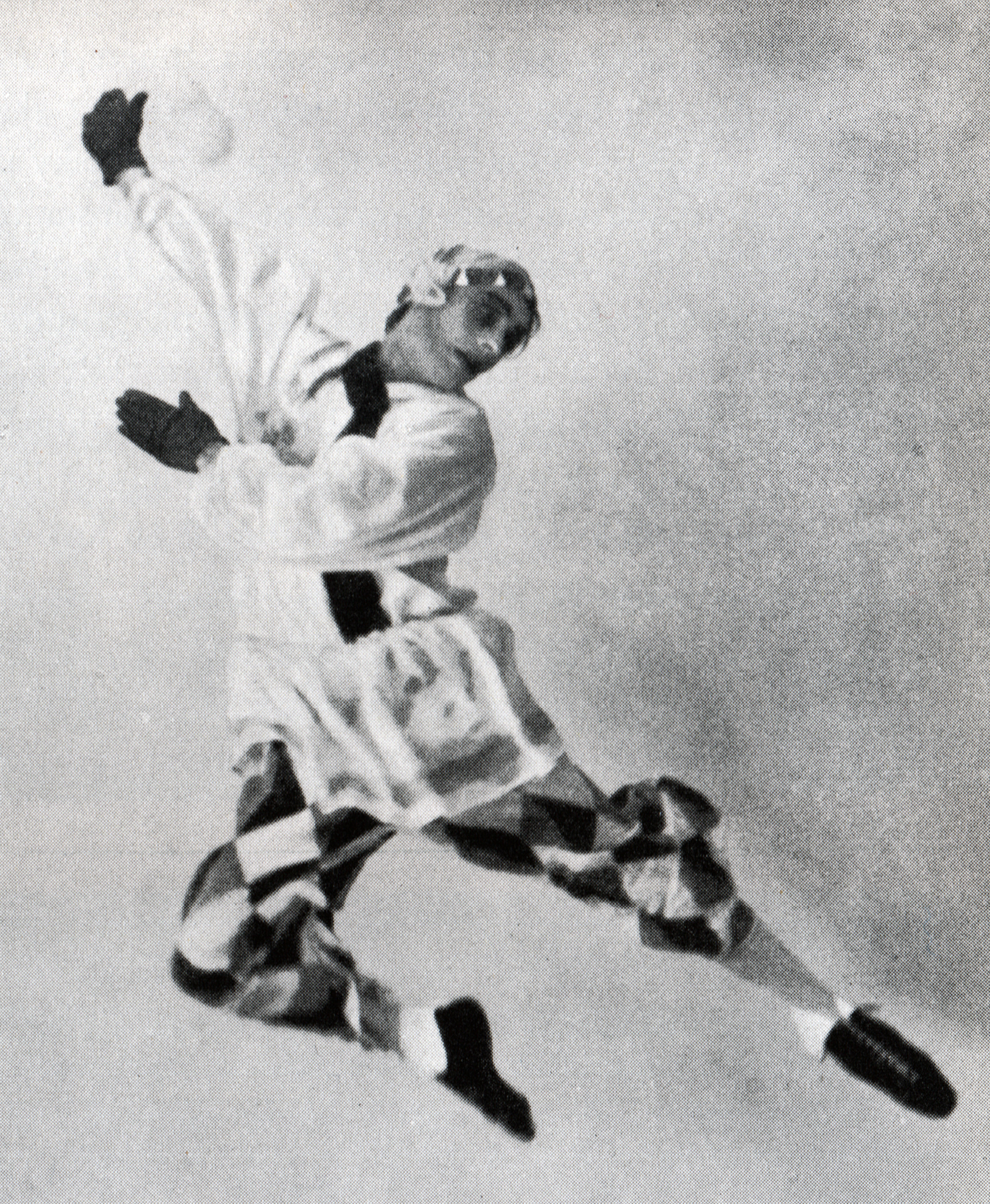
I Petrusjka på Stockholmsoperan 1928.